# Tasaday
I Tasaday (/tɑˈsɑdɑj/) sono una popolazione indigena dell'isola filippina di Mindanao.
Sono considerati parte del gruppo Lumad, assieme agli altri gruppi autoctoni dell'isola. Essi attrassero una grande attenzione mediatica nel 1971, quando un giornalista dell'ufficio principale della Manila Associated Press scrisse della scoperta di questa popolazione, che apparentemente aveva una tecnologia ferma all'"età della pietra" ed era completamente isolata dal resto della società filippina. Tornarono alla ribalta negli anni Ottanta, quando ci fu chi insinuò che il fatto che i Tasaday vivessero nella giungla e parlassero il loro dialetto fosse parte di un elaborato inganno, e sorsero dubbi sul loro reale isolamento e persino sul fatto che costituissero un gruppo etnico separato. Ulteriori ricerche sono sembrate confermare il fatto che fino al 1971 fossero una tribù isolata che viveva nomadicamente di caccia e raccolta. La lingua dei Tasaday si distingue da quella delle tribù vicine, e i linguisti pensano che si sia probabilmente separata dalle adiacenti lingue manobo 200 anni fa.

## Contesto storico
Manuel Elizalde era a capo della PANAMIN, l'agenzia governativa filippina creata nel 1968 per salvaguardare gli interessi delle minoranze culturali. Era figlio di un facoltoso filippino origine spagnola e di una statunitense ed era noto per essere molto vicino al dittatore filippino Ferdinand Marcos. Gli fu attribuito il merito della scoperta dei Tasaday, che compì il 7 giugno 1971, poco dopo che un locale cacciatore di etnia blit gli aveva parlato di sporadici contatti, durante gli anni, con un pugno di abitatori primitivi della foresta. Egli ne informò i mezzi comunicazione il mese successivo, e molte persone eccitate iniziarono ad aprirsi una strada in quella che sembrava la più impenetrabile foresta del mondo. Alcune settimane dopo. l'accesso dei visitatori fu bloccato dalle guardie della PANAMIN che rispondevano solo a Elizalde e permisero solo a un selezionato gruppo di visitatori di incontrare i Tasaday.

### Presentazione dei Tasaday

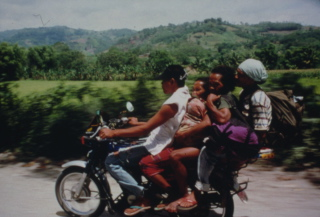
Tasaday su una motocicletta.

Elizalde portò i Tasaday all'attenzione della PANAMIN, che finanziò tutti gli sforzi per trovarli, visitarli e studiarli. Con un piccolo gruppo di cui facevano parte la guardia del corpo di Elizalde, il pilota del suo elicottero, un medico, uno studente diciannovenne di Yale di nome Edith Terry e vari tribali del posto come possibili interpreti, Elizalde incontrò i Tasaday in una luogo approntato allo scopo al limitare della foresta nel giugno del 1971.
Nel marzo del 1972 avvenne un altro incontro tra i Tasaday, Elizalde e membri della stampa e dei mezzi di comunicazione tra i quali l'Associated Press e la National Geographic Society, stavolta nelle isolate caverne dove abitavano i Tasaday. Un resoconto di quest'incontro ad opera di Kenneth MacLeish apparve sul numero di agosto 1972 della rivista National Geographic, che mostrava in copertina una fotografia, scattata del fotoreporter John Launois, di un ragazzo tasaday che saliva su dei rampicanti.
Dopo questi primi incontri e reportage, il groppo acquisì un'ulteriore notorietà, anche grazie al documentario del National Geographic The Last Tribes of Mindanao (trasmesso il 1º dicembre 1972). Tra i visitatori ci furono Charles Lindbergh e Gina Lollobrigida.

### Divieto alle visite
Nell'aprile del 1972, il presidente filippino Marcos, su richiesta della PANAMIN e di Lindbergh, proclamò la Tasaday/Manobo Blit Preserve su 182 km² delle terre circostanti le caverne ancestrali dei Tasaday. Fino a quel momento, undici antropologi avevano studiato i Tasaday sul campo, ma nessuno di loro per più di sei settimane, e nel 1976 Marcos chiuse la riserva naturale a tutti i visitatori. Il motivo per questo provvedimento era la legge marziale alla quale la nazione era sottoposta; i forestieri non erano i benvenuti perché avrebbero attirato maggiore attenzione sul regime di Marcos.

### Fuga e ritorno di Elizalde
Nel 1983, qualche tempo dopo l'assassinio del leader dell'opposizione delle Filippine Benigno Aquino Jr., Elizalde fuggì dalle Filippine. Si vociferava che fosse fuggito con diversi milioni di dollari di una fondazione per la protezione dei Tasaday e che li avesse poi dissipati.
Elizalde tornò in patria nel 1987 e vi rimase fino alla sua morte per leucemia il 3 maggio 1997. In questo periodo, dal 1987 al 1990, Elizalde dichiarava di avere speso oltre un milione di dollari americani di fondi no-profit per i Tasaday e fondò inoltre la Tasaday Community Care Foundation (TCCF).

## Controversie
Dopo la deposizione di Marcos da presidente nel 1986, l'antropologo e giornalista svizzero Oswald Iten, accompagnato da Joey Lozano (un giornalista del Cotabato del sud) e dal datu Galang Tikaw (un membro della tribù t'boli che avrebbe dovuto fare da interprete, benché non parlasse la lingua tasaday), fece una visita non autorizzata alle caverne dei Tasaday, in cui passò un paio d'ore con sei di loro.
Al loro ritorno dalla foresta, Iten e Lozano riferirono che le grotte erano deserte e per di più dichiararono che i Tasaday erano semplicemente membri di tribù locali conosciute che fecero mostra di vivere come all'età della pietra per pressione di Elizalde. Molti tribali locali ammisero di essersi spacciati per tasaday per ottenere denaro, notorietà e altri benefici.
Negli anni Novanta, il professor Lawrence A. Reid del dipartimento di linguistica dell'Università delle Hawaii scrisse di aver passato dieci mesi con i Tasaday e i gruppi linguistici circostanti (1993-1996) e concluse che essi «probabilmente erano isolati come dichiaravano, che l'agricoltura non era loro familiare, che la loro lingua era un dialetto diverso da quello parlato dal gruppo [etnico] più vicino, e che non ci fu inganno perpetrato dal primo gruppo che riferì della loro esistenza». Nel suo articolo Linguistic Archaeology: Tracking down the Tasaday Language, Reid dichiara che, sebbene inizialmente pensasse che un tasaday di nome Belayem stesse inventando delle parole, dopo un'analisi dettagliata delle prove linguistiche trovò che circa 300 delle enunciazioni di Belayem erano effettivamente usate dai Manobo della valle di Kulaman, un luogo dove Belayem non era mai stato. Menziona anche che un gruppo simile fu successivamente trovato e scoperto vivere come cacciatori-raccoglitori, senza contatti con altre tribù.
I Tasaday erano presumibilmente un gruppo separato che viveva come raccoglitori nelle profondità della giungla, che raramente contattava i popoli vicini o commerciava con loro, ma probabilmente la sua cultura non era rimasta al livello dell'età della pietra.